# Parlamentarni sistem
Parlamentarni sistem, znan tudi pod imenom parlamentarizem, je politični sistem, kjer zakonodajno vejo oblasti predstavlja parlament. V parlamentarnem sistemu predsednik države ne predstavlja izvršilne veje oblasti. 